# Prichal

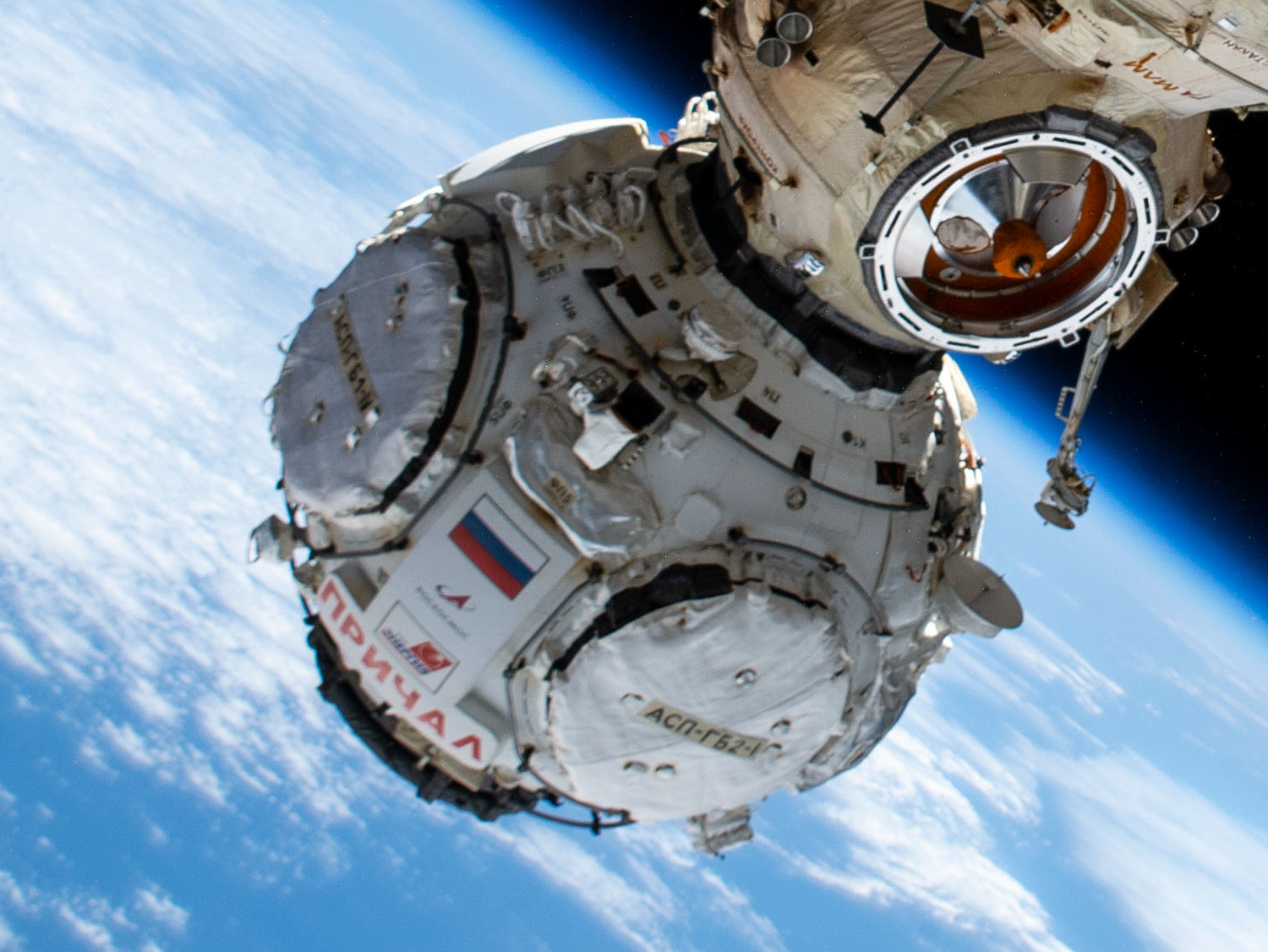
Il modulo Prichal (di forma sferica di colore bianco) agganciato a Nauka

Prichal (in russo Узловой Модуль "Причал"?, Modulo nodale "Molo"), precedentemente noto come Modulo Uzlovoy, è un modulo del Segmento orbitale russo della Stazione spaziale internazionale (ISS). È stato approvato nel 2011, lanciato il 24 novembre 2021 alle 13:06:35 UTC con il veicolo modificato Progress M-UM ed è operativo dal 2022.

## Descrizione
Prichal è un modulo nodale pressurizzato di forma sferica esternamente di colore bianco con sei boccaporti di aggancio ibridi. L'interno del modulo è suddiviso in due zone: abitabile e strumentale dove sono situati gli strumenti di bordo. Il boccaporto zenith è dotato di un sistema di aggancio SSVP-M attivo per consentire l'aggancio del modulo con la Stazione spaziale internazionale, mentre altri quattro boccaporti sono ibridi passivi del sistema di aggancio SSVP-M chiamate SSPA-GB 1/2 che consentono ad altri moduli di agganciarsi a Prichal. Infine, il boccaporto nadir è un SSVP-M passivo dotato di un adattatore SSPA-GM che lo converte in SSVP-G che supporta il trasferimento automatizzato di propellenti tra un veicolo spaziale russo attraccato a nadir e la Stazione spaziale internazionale in entrambe le direzioni e l'aggancio automatizzato di veicoli spaziali con e senza equipaggio utilizzando il sistema KURS-NA. Inoltre, rimuovendo l'adattatore è possibile agganciare ulteriori moduli. Tale design è significativamente diverso da quello dei moduli Pirs e Poisk che sono dotati di un solo boccaporto di aggancio per veicoli spaziali ciascuno. Il compartimento di aggancio ha un volume interno di 19 m3. Dispone inoltre di grapple fixture per il braccio robotico europeo (ERA) per spostarsi da una parte all'altra del modulo o a Nauka.

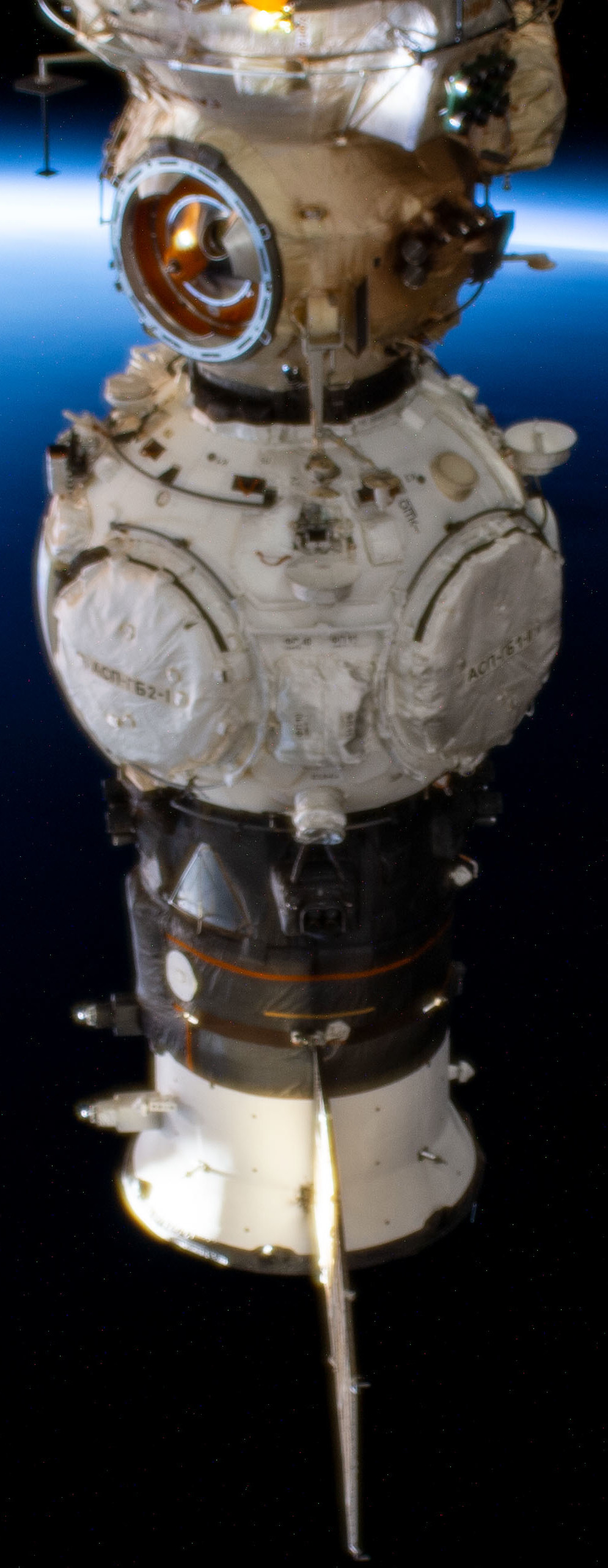
Prichal agganciato a Nauka e la Progress M-UM agganciata al boccaporto nadir di Prichal

## Lancio

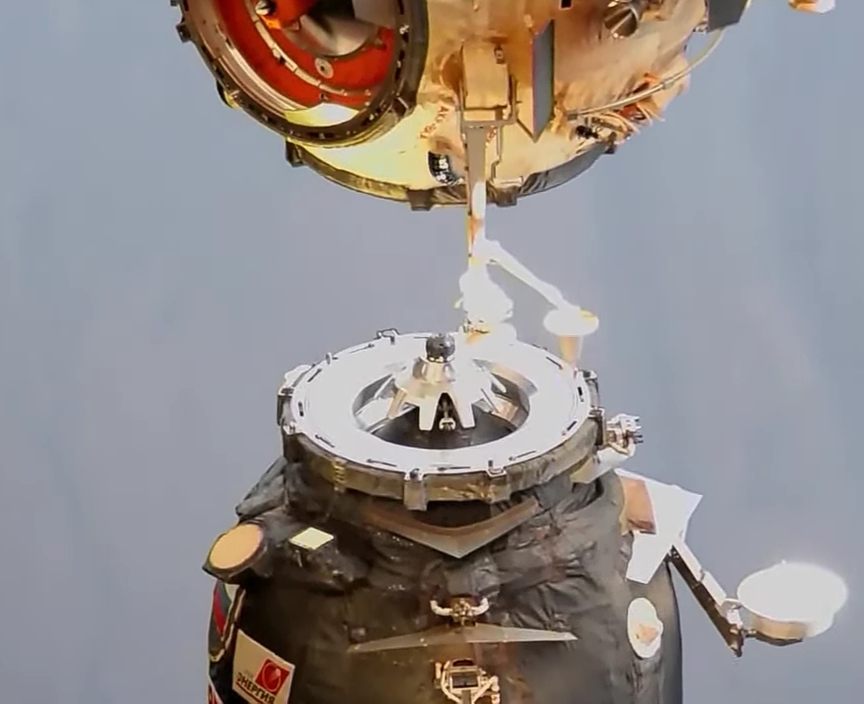
Progress MS-17 si sgancia insieme all'adattatore precedentemente situato nel boccaporto nadir di Nauka

Prichal è stato lanciato il 24 novembre 2021, con la navicella spaziale Progress M-UM, un veicolo spaziale Progress modificato utilizzato per trasportare il modulo alla Stazione spaziale internazionale. Per mandarlo in orbita è stato utilizzato un lanciatore Sojuz-2.1b. A causa del diametro elevato del modulo Prichal, la Progress M-UM venne lanciata con un'ampia ogiva tipo ST di 4,1 metri.
Il modulo nodale è stato agganciato al boccaporto nadir di Nauka, dopo la rimozione dell'adattatore del boccaporto stesso da parte della Progress MS-17 il 25 novembre 2021. Prichal, il secondo modulo dopo Rassvet a utilizzare un boccaporto inizialmente utilizzato dai veicoli Sojuz o Progress, non è in grado di attraccare al boccaporto con sistema di aggancio SSVP-G, a differenza del modulo Rassvet. Quindi il boccaporto è stato riconfigurato da Progress MS-17 prima dell'aggancio di Prichal.
Il 27 novembre 2021, al termine dei controlli di tenuta, i cosmonauti russi Anton Škaplerov e Pëtr Dubrov hanno aperto i portelloni, rimosso il meccanismo di aggancio, effettuare il passaggio dal sistema di alimentazione della Progress al sistema della Stazione spaziale internazionale e disattivare la navicella Progress M-UM. Per completare l'integrazione di Prichal nel Segmento russo, i cosmonauti hanno eseguito un'attività extraveicolare il 19 gennaio 2022 per installare i cavi tra Nauka e Prichal.

## Agganci dei veicoli spaziali
| Missione      | Aggancio         | Sgancio                         |
| Nadir         | Nadir            | Nadir                           |
| ------------- | ---------------- | ------------------------------- |
| Progress M-UM | 26 novembre 2021 | 22 dicembre 2021                |
| Sojuz MS-21   | 18 marzo 2022    | 29 settembre 2022               |
| Sojuz MS-23   | 6 aprile 2023    | 27 settembre 2023 (pianificato) |
| Zenith        |                  |                                 |
| Nauka         | 26 novembre 2021 | -                               |
| Forward       |                  |                                 |
| Port          |                  |                                 |
| Aft           |                  |                                 |
| Starboard     |                  |                                 |